# Schweigt stille, plaudert nicht
Schweigt stille, plaudert nicht (BWV 211) je světská kantáta Johanna Sebastiana Bacha, známá také jako Kantáta o kávě nebo Kávová kantáta. Žánrově se blíží komické opeře a někdy bývá uváděna scénicky.

## Okolnosti vzniku
Kantáta byla složena pravděpodobně v roce 1734. Jako libreto Bach použil Picanderův satirický text Über den Caffe (O kávě), který byl vydán již v roce 1732 a kromě Bacha jej zhudebnili nejméně tři další skladatelé. Text byl reakcí na tehdejší velikou popularitu pití kávy v německých městech. V Lipsku, kde Bach žil, bylo v době vzniku kantáty jedenáct veřejných kaváren a kromě nich se káva podávala také v salonech. Hodně se debatovalo o zdravotních i společenských důsledcích pití kávy.
Není zcela přesně doloženo, kde byla kantáta poprvé uvedena, ale je pravděpodobné, že to bylo v lipské Zimmermanově kavárně, kde Bach každý týden koncertoval se souborem Collegium musicum.

## Obsazení
- vypravěč (tenor)
- Šlendrián, otec (bas)
- Lieschen, jeho dcera (soprán)
- instrumentální doprovod: příčná flétna, dvoje housle, viola a basso continuo

## Děj
Na začátku kantáty vypravěč uvede pana Šlendriána, který si stěžuje na svou neposlušnou dceru Lieschen a žádá ji, aby přestala pít kávu. Ta odmítá s tím, že bez každodenního šálku kávy by se z ní stal "kus vysušeného skopového" a v následující árii vychvaluje kávu, která je "sladší než tisíc polibků". Otec jí začne vyhrožovat, že pokud s pitím kávy nepřestane, zakáže jí vycházky a nebude jí kupovat módní šaty a stuhy na klobouky. Lieschen odpovídá, že toho všeho se klidně vzdá, jen když jí zůstane káva. Nakonec otec přijde s tím, že jí nepovolí vdavky. Lieschen změní názor, slibuje, že se už kávy ani nedotkne, a prosí otce, aby jí šel ještě tentýž den domluvit nápadníka.
V tomto místě původní Picanderovo libreto končí. Bach však přidal ještě další dvě části (autor textu je neznámý), ve kterých dojde k obratu:
Vypravěč popisuje, že zatímco se otec vydal do města hledat dceři nápadníka, Lieschen nechala tajně vyhlásit, že přijme jen takového, který jí slíbí, a také to zanese do manželské smlouvy, že si bude moci připravovat kávu kdykoliv se jí zachce. V závěru všichni společně zpívají, že "stejně jako kočka nepřestane chytat myši, mladé dívky nepřestanou pít kávu", tak jako to ostatně dělají i jejich matky a babičky.